# Tourailles
Tourailles település Franciaországban, Loir-et-Cher megyében. Lakosainak száma 129 fő (2022. január 1.). Tourailles Landes-le-Gaulois, Pray, Villefrancœur, Villemardy és Villeromain községekkel határos.

## Népesség
A település népessége az elmúlt években az alábbi módon változott:
| Lakosok száma | 171  | 135  | 149  | 138  | 131  | 133  | 134  | 134  | 132  | 129  |
|               | 1968 | 1982 | 1990 | 2006 | 2013 | 2015 | 2017 | 2019 | 2020 | 2022 |